# Fulltofta
För andra betydelser, se Fulltofta (olika betydelser).
Fulltofta är kyrkbyn i Fulltofta socken och en herrgård i Hörby kommun.  I Fulltofta by ligger Fulltofta kyrka. Fulltoftaområdet är Skånes största strövområde. Fulltofta Naturcentrum öppnade 2006. Delar av Fulltofta strövområde är naturreservat som innefattar Fulltofta-Häggenäs och Fulltofta gård.

## Historia

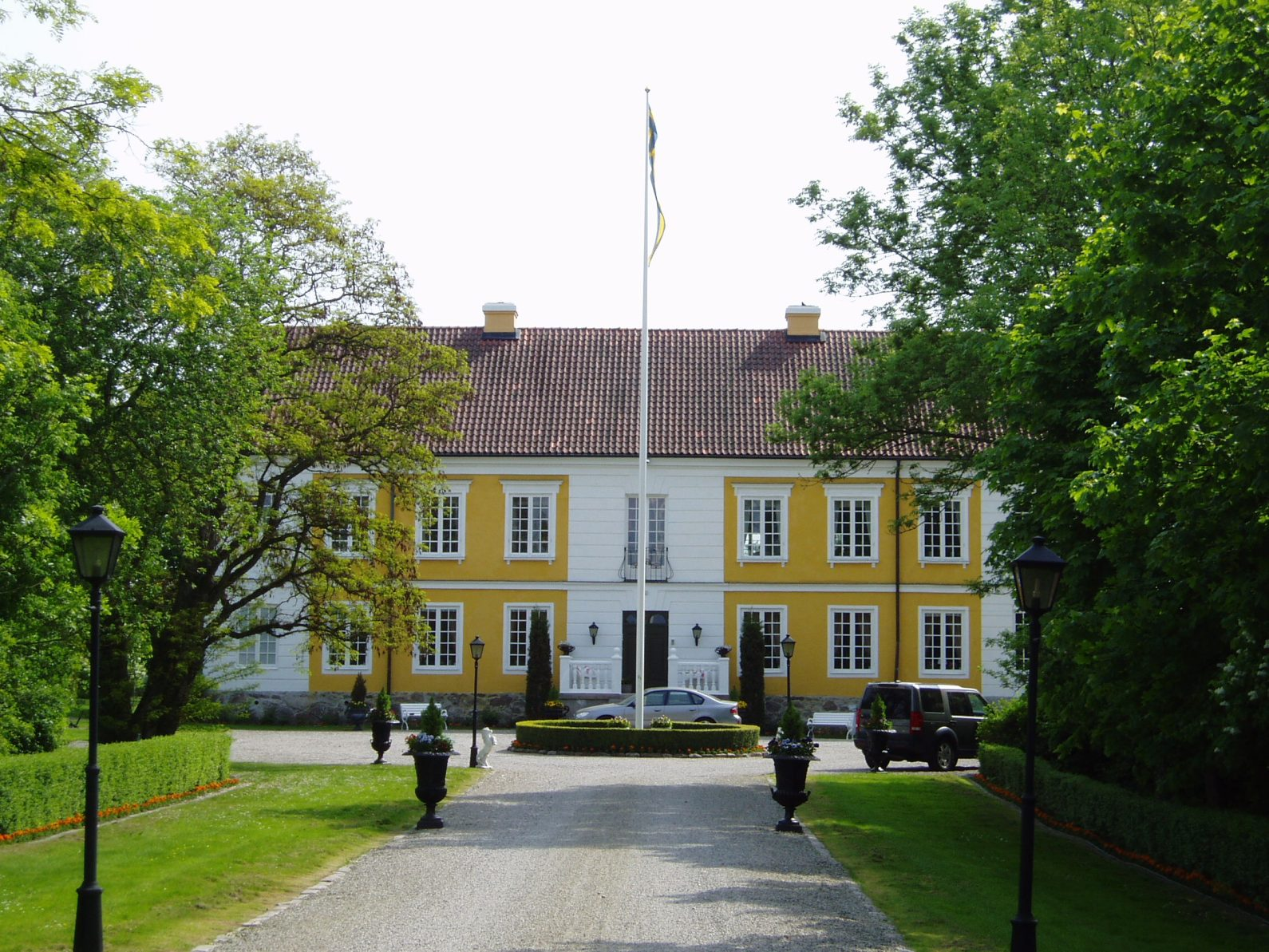
Fulltofta säteri

Under medeltiden hörde Fulltofta till Lunds ärkebiskop. Vid reformationen kom det till kronan och blev förläning. Det byttes 1546 av Kristian III till Mogens Gyldenstierne på Bjersgård mot gods på Fyn och ägdes sedan av hans ätt till 1648, då det såldes till Ivar Krabbe. På 1760-talet köptes Fulltofta av överstelöjtnant Fredrik Trolle, som gjorde Fulltofta säteri och Näs (som då fick namnet Trollenäs) till fideikommiss inom släkten Trolle. Fulltofta fideikommiss upphörde 1918 genom att den dåvarande fideikommissarien (som även innehade Trollenäs) ryttmästaren Nils Trolle försålde Fulltofta säteri till sin bror Carl Axel Trolle. Fulltofta säteri fanns kvar i familjen Trolles ägo fram till 1970-talet. Godset är numera uppdelat och marken tillhör sedan 1987 Osbyholm. Slottet är privatbostad och ej tillgängligt för allmänheten.